# Casper Nielsen
Casper Nielsen (29 de abril de 1994) é um futebolista dinamarquês que atua como meio-campista. Atualmente defende o Brugge.

## Carreira
Casper Nielsen fez parte do elenco da Seleção Dinamarquesa de Futebol nas Olimpíadas de 2016.

### Union SG
Em 4 de julho de 2019, Nielsen juntou-se ao clube belga Union SG.

### Clube Brugge
Em 17 de julho de 2022, o Club Brugge anunciou que havia alcançado um acordo para a transferência de Nielsen do Union SG. Nielsen firmou um contrato de quatro anos, assegurando sua permanência no Club até 2026.